# Baba Dochia
Baba Dochia eller Den Gamle Dokia er, i rumænsk mytologi, et navn, der stammer fra den byzantiske kalender, hvor martyren Evdokia fejres den 1. marts. Den rumænske Dokia er en personificeringen af menneskehedens utålmodige venten på foråret.